# Kjetil Sælen
Kjetil Sælen, född 21 februari 1969, är en norsk fotbollsdomare från Bergen. Han debuterade som domare 1997 och har varit domare i Tippeligaen sedan 2004. Sælen representerar klubben Arna-Bjørnar Fotball.
Han har dömt 45 matcher i Tippeligaen.